# 連城三紀彦
連城 三紀彦（れんじょう みきひこ 1948年1月11日 - 2013年10月19日）は、日本の小説家。真宗大谷派の僧侶。本名：加藤 甚吾（かとう じんご）。

## 経歴
愛知県名古屋市出身。愛知県立旭丘高等学校、早稲田大学政治経済学部卒業。
1977年「変調二人羽織」で第3回幻影城新人賞（小説部門）を受賞し、同作が探偵小説専門誌『幻影城』1978年1月号に掲載されデビュー。大胆な仕掛けや叙情性溢れる美文体を用いたトリッキーな作風で評価を得る。その後ミステリ的筆致を心理の機微を表現することに応用した恋愛小説を著すようになり、直木賞を受賞した『恋文』以降は大衆小説に執筆の主軸を移した。しかしその後もフレンチミステリ的心理劇や謀略サスペンス、誘拐もの、叙情的な幻想ミステリ、メタミステリなど、多彩なミステリの執筆も行っている。
共同事務所「オフィス・レム」に関口苑生（評論家）、北澤和彦（翻訳家）、香山二三郎（コラムニスト）、上原ゼンジ（写真家）らと所属していた。
2002年には『白光』、『人間動物園』とミステリー作品を連続して発表し、話題となった。
若い頃からの映画好きで、大学在学中にシナリオの勉強のため、フランスへ留学した経験を持つ。
父の実家が浄土真宗の寺であったことから、1985年に東本願寺で得度している。法名は智順。名古屋市の同朋大学で修学するため1年間休筆し、田代俊孝教授に師事している。
2009年に胃がんが見つかり闘病生活を送る。2013年10月19日、胃がんのため名古屋市内の病院で死去した。

## 受賞・候補歴
太字が受賞したもの
- 1978年 - 「変調二人羽織」で第3回幻影城新人賞（小説部門）受賞。
- 1980年 - 「戻り川心中」で第83回直木賞候補。
- 1981年 - 「戻り川心中」で第34回日本推理作家協会賞（短編部門）受賞。
- 1981年 - 『戻り川心中』で第9回泉鏡花文学賞候補。
- 1981年 - 『変調二人羽織』で第3回吉川英治文学新人賞候補。
- 1982年 - 「白い花」「ベイ・シティに死す」「黒髪」で第88回直木賞候補。
- 1982年 - 『密やかな喪服』で第4回吉川英治文学新人賞候補。
- 1983年 - 「紅き唇」で第89回直木賞候補。
- 1983年 - 『宵待草夜情』で第90回直木賞候補。
- 1984年 - 『宵待草夜情』で第5回吉川英治文学新人賞受賞。
- 1984年 - 『恋文』で第91回直木賞受賞。
- 1990年 - 「試写室のメロディー」で第17回キネマ旬報読者賞受賞。
- 1996年 - 『隠れ菊』で第9回柴田錬三郎賞受賞。
- 2009年 - 『造花の蜜』で第9回本格ミステリ大賞（小説部門）候補[3]。
- 2014年 - 第18回日本ミステリー文学大賞特別賞受賞。

## ミステリー・ランキング

### 週刊文春ミステリーベスト10
- 1980年 - 『戻り川心中』9位
- 1984年 - 『私という名の変奏曲』8位
- 1988年 - 『黄昏のベルリン』1位
- 1990年 - 『どこまでも殺されて』9位
- 2014年 - 『小さな異邦人』4位、『女王』15位

### このミステリーがすごい!
- 1988年 - 『黄昏のベルリン』3位
- 1991年 - 『どこまでも殺されて』13位
- 2003年 - 『人間動物園』7位
- 2004年 - 『流れ星と遊んだころ』9位
- 2015年 - 『小さな異邦人』4位、『女王』9位

### 本格ミステリ・ベスト10
- 2003年 - 『人間動物園』13位、『白光』25位
- 2015年 - 『小さな異邦人』3位、『処刑までの十章』14位

### ミステリが読みたい!
- 2010年 - 『造花の蜜』1位
- 2015年 - 『小さな異邦人』3位

## 作品リスト

### 長編
- 暗色コメディ（1979年6月 幻影城ノベルス / 1982年4月 ソニー・マガジンズ / 1985年6月 新潮文庫 / 2003年6月 文春文庫 / 2021年4月 双葉文庫）
- 敗北への凱旋（1983年11月 講談社ノベルス / 1986年8月 講談社文庫 / 1999年3月 ハルキ文庫[4] / 2007年8月 講談社ノベルス[5] / 2021年2月 創元推理文庫）
- 私という名の変奏曲（1984年8月 双葉社 / 1986年4月 双葉ノベルス / 1988年1月 双葉文庫 / 1991年1月 新潮文庫 / 1999年1月 ハルキ文庫[4] / 2014年4月 文春文庫 / 2021年8月 河出文庫）
- 残紅（1985年12月 講談社 / 1989年4月 講談社文庫）
- 青き犠牲（いけにえ）（1986年6月 文藝春秋 / 1989年6月 文春文庫 / 2015年2月 光文社文庫）
- 花堕ちる（1987年4月 毎日新聞社【上・下】 / 1990年9月 角川文庫【上・下】）
- 黄昏のベルリン（1988年8月 講談社 / 1991年7月 講談社文庫 / 2007年10月 文春文庫 / 2022年1月 創元推理文庫）
- あじさい前線（1989年1月 中央公論新社 / 1992年5月 中公文庫）
- 飾り火（1989年4月 毎日新聞社【上・下】 / 1992年10月 新潮文庫【上・下】）
- どこまでも殺されて（1990年5月 双葉社 / 1993年6月 双葉文庫 / 1995年8月 新潮文庫）
- 褐色の祭り（1990年11月 日本経済新聞出版社 / 1993年11月 文春文庫【上・下】）
- ため息の時間（1991年7月 集英社 / 1994年10月 集英社文庫）
- 美の神たちの叛乱（1992年5月 朝日新聞出版 / 1995年11月 新潮文庫）
- 愛情の限界（1993年3月 光文社 / 1996年10月 光文社文庫）
- 明日という過去に（1993年6月 メディアパル / 1997年4月 幻冬舎文庫）
- 牡牛の柔らかな肉（1993年12月 文藝春秋 / 1996年12月 文春文庫）
- 終章からの女（1994年4月 双葉社 / 1998年4月 双葉文庫）
- 花塵（1994年10月 講談社 / 1997年10月 講談社文庫）
- 恋（『鳩よ!』1993年12月号～1994年11月号 / 1995年2月 マガジンハウス / 1999年11月 幻冬舎文庫）
- 誰かヒロイン（1995年12月 双葉社 / 2009年1月 双葉文庫）
  - 文庫版は短編「ヒロインへの招待状」を併録
- 隠れ菊（1996年2月 新潮社 / 1999年3月 新潮文庫【上・下】 / 2013年7月 集英社文庫【上・下】）
- 虹の八番目の色（『家の光』1994年1月号～1995年12月号 / 1996年4月 幻冬舎 / 1999年8月 幻冬舎文庫）
- 秘花（2000年9月 東京新聞出版部 / 2004年3月 新潮文庫【上・下】）
- ゆきずりの唇（2000年10月 中央公論新社 / 2003年10月 中公文庫）
- 白光（2002年3月 朝日新聞出版 / 2008年8月 光文社文庫）
- 人間動物園（2002年4月 双葉社 / 2005年11月 双葉文庫 / 2021年5月 双葉文庫【新装版】）
- 流れ星と遊んだころ（2003年5月 双葉社 / 2014年2月 双葉文庫 / 2021年6月 双葉文庫【新装版】）
- 造花の蜜（2008年10月 角川春樹事務所 / 2010年11月 ハルキ文庫【上・下】）
- 処刑までの十章（2014年10月 光文社 / 2016年11月 光文社文庫）
- 女王（2014年10月 講談社 / 2017年11月 講談社文庫【上・下】）
- わずか一しずくの血（2016年9月 文藝春秋 / 2019年10月 文春文庫）
- 悲体（2018年3月 幻戯書房）
- 虹のような黒（2019年8月 幻戯書房）

### 短編集
- 戻り川心中（1980年9月 講談社 / 1983年5月 講談社文庫 / 1998年5月 ハルキ文庫[4] / 2006年1月 光文社文庫）
  - 収録作品：藤の花 / 菊の塵（ハルキ版のみ） / 桔梗の宿 / 桐の柩 / 白蓮の寺 / 戻り川心中 / 花緋文字（ハルキ版のみ） / 夕萩心中（ハルキ版のみ）
- 変調二人羽織（1981年9月 講談社 / 1984年7月 講談社文庫 / 1998年9月 ハルキ文庫[4] / 2010年1月 光文社文庫）
  - 収録作品：変調二人羽織 / ある東京の扉 / 六花の印 / 消えた新幹線（ハルキ版のみ） / メビウスの環 / 依子の日記 / 白い花（ハルキ版のみ） / 密やかな喪服（ハルキ版のみ） / 黒髪（ハルキ版のみ）
- 密やかな喪服（1982年6月 講談社 / 1985年7月 講談社文庫）
  - 収録作品：白い花 / 消えた新幹線 / 代役 / ベイ・シティに死す / 密やかな喪服 / ひらかれた闇 / 黒髪
- 夜よ鼠たちのために（1983年3月 ジョイ・ノベルス / 1986年4月 新潮文庫 / 1998年11月 ハルキ文庫[4] / 2014年9月 宝島社文庫）
  - 収録作品：二つの顔 / 過去からの声 / 化石の鍵 / 奇妙な依頼 / 夜よ鼠たちのために / 二重生活 / 代役（ハルキ・宝島社版のみ） / ベイ・シティに死す（ハルキ・宝島社版のみ） / ひらかれた闇（ハルキ・宝島社版のみ）
- 運命の八分休符（1983年3月 文藝春秋 / 1986年5月 文春文庫 / 2020年5月 創元推理文庫）- 連作短編集
  - 収録作品：運命の八分休符 / 邪悪な羊 / 観客はただ一人 / 紙の鳥は青ざめて / 濡れた衣裳
- 宵待草夜情（1983年8月 新潮社 / 1987年2月 新潮文庫 / 1998年7月 ハルキ文庫[4] / 2015年5月 ハルキ文庫【新装版】）
  - 収録作品：能師の妻 / 野辺の露 / 宵待草夜情 / 花虐の賦 / 未完の盛装
- 恋文（1984年5月 新潮社 / 1987年8月 新潮文庫 / 1998年9月 埼玉福祉会大活字本）
  - 【改題】 恋文・私の叔父さん（2012年2月 新潮文庫）
    - 収録作品：恋文 / 紅き唇 / 十三年目の子守唄 / ピエロ / 私の叔父さん
- 少女（1984年5月 光文社 / 1988年2月 光文社文庫 / 2001年4月 光文社文庫【新装版】）
  - 収録作品：熱い闇 / 少女 / ひと夏の肌 / 盗まれた情事 / 金色の髪
- 瓦斯灯（1984年9月 講談社 / 1987年9月 講談社文庫）
  - 収録作品：瓦斯灯 / 花衣の客 / 炎 / 火箭 / 親愛なるエス君へ
- 夕萩心中（1985年3月 講談社 / 1988年3月 講談社文庫 / 2007年6月 光文社文庫）
  - 収録作品：花緋文字 / 夕萩心中 / 菊の塵 / 陽だまり課事件簿
- 日曜日と九つの短篇（1985年9月 文藝春秋 / 1988年9月 文春文庫）
  - 【改題】棚の隅（2007年4月 コスモブックス）
    - 収録作品：日曜日 / 裏町 / 改札口 / 敷居ぎわ / 母の手紙 / 街角 / 形見わけ / 棚の隅 / 一夜 / 青葉
- もうひとつの恋文（1986年7月 新潮社 / 1989年8月 新潮文庫）
  - 収録作品：手枕さげて / 俺ンちの兎クン / 紙の灰皿 / もうひとつの恋文 / タンデム・シート
- 離婚しない女（1986年9月 文藝春秋 / 1989年9月 文春文庫）
  - 収録作品：離婚しない女 / 写し絵の女 / 植民地の女
- 恋愛小説館（1987年8月 文藝春秋 / 1990年7月 文春文庫）
  - 収録作品：組歌 / 裏木戸 / かたすみの椅子 / 淡味の蜜 / 空き部屋 / 冬草 / かけら / 片方の靴下 / ふたり / 捨て石
- 螢草（1988年2月 集英社 / 1991年7月 文春文庫）
  - 収録作品：螢草 / 微笑みの秋 / カイン / 選ばれた女 / 翼だけの鳥たち
- 一夜の櫛（1988年2月 新潮文庫）
  - 収録作品：一夜の櫛 / 忘れ物 / 娘 / プラットホーム / 葉陰 / 針の音 / 裾模様 / 梅の実 / 交差点 / 昔話 / 十年目の夏 / ヴェール / 通過駅 / うしろ髪
- 夢ごころ（1988年5月 角川書店 / 1991年12月 角川文庫）
  - 収録作品：忘れ草 / 陰火 / 露ばかりの / 春は花の下に / ゆめの裏に / 鬼 / 熱き嘘 / 黒く赤く / 紅の舌 / 化鳥 / 性 / その終焉に
- たそがれ色の微笑（1989年6月 新潮社 / 1992年4月 新潮文庫）
  - 収録作品：落ち葉遊び / たそがれ色の微笑 / 白蘭 / 水色の鳥 / 風の矢
- 萩の雨（1989年10月 講談社 / 1992年12月 講談社文庫）
  - 収録作品：萩の雨 / 柳川の橋 / 会津の雪 / みちのくの月 / 北京の恋 / 輪島心中
- 夜のない窓（1990年6月 文藝春秋 / 1993年6月 文春文庫）
  - 収録作品：今夜だけ / 午後だけの島 / 夜のない窓 / 山雀
- 新・恋愛小説館（1991年8月 文藝春秋 / 1994年8月 文春文庫）
  - 収録作品：冬の宴 / 白い香り / 緋い石 / 陽ざかり / 落葉樹 / 枯菊 / 即興曲 / ララバイ / 彩雲 / 青空
- 落日の門（1993年4月 新潮社）
  - 収録作品：落日の門 / 残菊 / 夕かげろう / 家路 / 火の密通
- 顔のない肖像画（1993年7月 実業之日本社 / 1996年9月 新潮文庫 / 2016年8月 実業之日本社文庫）
  - 収録作品：潰(けが)された目 / 美しい針 / 路上の闇 / ぼくを見つけて / 夜のもうひとつの顔 / 孤独な関係 / 顔のない肖像画
- 背中合わせ（1993年10月 新潮文庫）
  - 収録作品：優しい雨 / つぼみ / 夏の影 / 冬の顔 / まわり道 / 足音 / 再会 / 背中合わせ / 先輩 / 灯 / 背後の席 / 誕生日 / 窓 / 鞄の中身 / 彼岸花 / 紙の靴 / いたずらな春 / ねずみ花火 / あの時 / 切符 / ガラスの小さな輝き
- 紫の傷（1994年11月 双葉社 / 2002年9月 双葉文庫）
  - 収録作品：唯一の証人 / ゴースト・トレイン / 落書きの家 / 眼の中の現場 / 紫の傷
- 前夜祭（1994年12月 文藝春秋 / 1997年11月 文春文庫）
  - 収録作品：それぞれの女が… / 夢の余白 / 裏葉 / 薄紅の糸 / 黒い月 / 普通の女 / 遠火 / 前夜祭
- 美女（1997年3月 集英社 / 2000年7月 集英社文庫）
  - 収録作品：夜光の唇 / 喜劇女優 / 夜の肌 / 他人たち / 夜の右側 / 砂遊び / 夜の二乗 / 美女
- 年上の女（1997年11月 中央公論新社 / 2000年9月 中公文庫）
  - 収録作品：ひとり夜 / 年上の女 / 夜行列車 / 男女の幾何学 / 花裏 / ガラス模様 / 時の香り / 七年の嘘 / 花言葉 / 砂のあと
- 火恋（1999年7月 文藝春秋）
  - 収録作品：情人 / 騒がしいラヴソング / 灰の女 / 火恋 / 黒夜
- 夏の最後の薔薇（2001年7月 文藝春秋）
  - 【改題】 嘘は罪（2006年6月 文春文庫）
    - 収録作品：夏の最後の薔薇 / 薔薇色の嘘 / 嘘は罪 / 罪な夫婦 / 夫婦未満 / 満天の星 / 星くず / くずれた鍵 / 鍵孔の光 / 仮橋 / 走り雨 / 雨だれを弾く夏
- さざなみの家（2002年9月 ハルキ文庫） - 連作短編集
  - 収録作品：春ささやか / 成人祝い / 何となく… / 一年の赤 / わき役 / トマト色 / 夏のかけら / レタスの芯 / 母二人 / 「集一クン」 / 嘘それぞれ / 苺のダイヤ / アルミの春 / 風の言ぶん / 秋風のとげ / 小姑 / 桜前線 / ネクタイの結び目 / 真心サービス / 箱庭の家 / 窓 / 卵のカラ / 大きな傘の下 / もみじの春
- 小さな異邦人（2014年3月 文藝春秋 / 2016年8月 文春文庫）
  - 収録作品：指飾り / 無人駅 / 蘭が枯れるまで / 冬薔薇 / 風の誤算 / 白雨 / さい涯てまで / 小さな異邦人
- 連城三紀彦 レジェンド 傑作ミステリー集（2014年11月 講談社文庫） - 綾辻行人、伊坂幸太郎、小野不由美、米澤穂信編
  - 収録作品：依子の日記 / 眼の中の現場 / 桔梗の宿 / 親愛なるエス君へ / 花衣の客 / 母の手紙
- 連城三紀彦 レジェンド2 傑作ミステリー集（2017年9月 講談社文庫） - 綾辻行人、伊坂幸太郎、小野不由美、米澤穂信編
  - 収録作品：ぼくを見つけて / 菊の塵 / ゴースト・トレイン / 白蘭 / 他人たち / 夜の自画像
- 六花の印 連城三紀彦傑作集1（2018年6月 創元推理文庫） - 松浦正人編
  - 収録作品：六花の印 / 菊の塵 / 桔梗の宿 / 桐の柩 / 能師の妻 / ベイ・シティに死す / 黒髪 / 花虐の賦 / 紙の鳥は青ざめて / 紅き唇 / 恋文 / 裏町 / 青葉 / 敷居ぎわ / 俺ンちの兎クン / ボクの探偵小説観 / 花葬シリーズのこと / 幻影城へ還る / 水の流れに / 母の背中 / 芒の首 / 哀しい漫才 / 黒ぶちの眼鏡 / 彩色のない刺青
- 落日の門 連城三紀彦傑作集2（2018年12月 創元推理文庫） - 松浦正人編
  - 収録作品：ゴースト・トレイン / 化鳥 / 水色の鳥 / 輪島心中 / 落日の門 / 残菊 / 夕かげろう / 家路 / 火の密通 / それぞれの女が…… / 他人たち / 夢の余白 / 騒がしいラヴソング / 火恋 / 無人駅 / 小さな異邦人
- 黒真珠 恋愛推理レアコレクション（2022年12月 中公文庫）
  - 収録作品：黒真珠 / 過剰防衛 / 裁かれる女 / 紫の車 / ひとつ蘭 / 紙の別れ / 媚薬 / 片思い / 花のない葉 / 洗い張り / 絹婚式 / 白い言葉 / 帰り道 / 初恋

### エッセイ・対談
- 恋文のおんなたち（1985年10月 名古屋タイムズ社 / 1988年6月 文春文庫）
- 私に母親が教えてくれたこと―心を支えた言葉と生き方（1989年7月 大和出版） - 毛利子来、千宗室との共著
- 一瞬の虹（1990年3月 佼成出版社 / 1994年8月 新潮文庫）
- 愛へのたより―連城三紀彦人生相談（2000年4月 文化出版局）

### アンソロジー
「」内が連城三紀彦の作品

#### ザ・ベストミステリーズ 推理小説年鑑
- 推理小説代表作選集 1981年版（1981年6月 講談社）「戻り川心中」
  - 【改題】故意・悪意・殺意 ミステリー傑作選16（1986年4月 講談社文庫）
- 推理小説代表作選集 1983年版（1983年5月 講談社）「黒髪」
  - 【改題】花には水、死者には愛 ミステリー傑作選18（1988年4月 講談社文庫）
- 推理小説代表作選集 1984年版（1984年5月 講談社）「親愛なるエス君へ」
  - 【改題】殺人者へのレクイエム ミステリー傑作選19（1989年4月 講談社文庫）
- 推理小説代表作選集 1985年版（1985年5月 講談社）「唯一の証人」
  - 【改題】死者たちは眠らない ミステリー傑作選20（1990年4月 講談社文庫）
- 推理小説代表作選集 1986年版（1986年5月 講談社）「写し絵」
  - 【改題】殺人はお好き? ミステリー傑作選21（1991年4月 講談社文庫）
- 推理小説代表作選集 1990年版（1990年5月 講談社）「ぼくを見つけて」
  - 【改題・再編集】明日からは、殺人者 ミステリー傑作選26（1994年4月 講談社文庫）
- 推理小説代表作選集 1991年版（1991年5月 講談社）「夜のない窓」
  - 【改題・再編集】完全犯罪はお静かに ミステリー傑作選28（1995年5月 講談社文庫）
- 推理小説代表作選集 1993年版（1993年6月 講談社）「家路」
  - 【改題・再編集】もうすぐ犯行記念日 ミステリー傑作選30（1996年4月 講談社文庫）
- 推理小説代表作選集 1994年版（1994年6月 講談社）「夜の二乗」
  - 【改題・再編集】犯行現場にもう一度 ミステリー傑作選33（1997年11月 講談社文庫）
- 推理小説代表作選集 1997年版（1997年6月 講談社）「裁かれる女」
  - 【改題・再編集】殺ったのは誰だ?! ミステリー傑作選36（1999年11月 講談社文庫）
- ザ・ベストミステリーズ 2006（2006年7月 講談社）「白雨」
  - 【改題・分冊】曲げられた真相 ミステリー傑作選（2009年11月 講談社文庫）
- ザ・ベストミステリーズ 2009（2009年7月 講談社）「夜の自画像」（花葬シリーズ）
  - 【改題・分冊】Bluff 騙し合いの夜 ミステリー傑作選（2012年4月 講談社文庫）

#### 日本ベストミステリー選集
- 白骨ハンティング 現代ミステリー傑作選〈下〉（1984年1月 カッパ・ノベルス）「熱い闇」
  - 【改題】悪夢のダイアリー 日本ベストミステリー選集15（1992年8月 光文社文庫）
- 殺意の狂詩曲 最新傑作ミステリー〈上〉（1986年10月 カッパ・ノベルス）「母の手紙」
  - 【改題】逃走コネクション 日本ベストミステリー選集16（1993年2月 光文社文庫）
- 事件の痕跡 最新ベスト・ミステリー（2007年11月 カッパ・ノベルス）「ヒロインへの招待状」
  - 【改題】事件の痕跡 日本ベストミステリー選集（2012年4月 光文社文庫）
- 現場に臨め 最新ベスト・ミステリー（2010年10月 カッパ・ノベルス）「小さな異邦人」
  - 【改題】現場に臨め 日本ベストミステリー選集（2014年4月 光文社文庫）

#### 日本文藝家協会編
- ザ・エンターテインメント1985-1（1985年3月 角川書店）「裏町」
- ベスト小説ランド 1987-2（1987年7月 角川書店）「淡味の蜜」
- 現代の小説 1988（1988年5月 徳間書店）「捨て石」
- 現代の小説 1990（1990年5月 徳間書店）「彩雲」
- 現代の小説 1991（1991年5月 徳間書店）「落葉樹」
- 現代の小説 1998（1998年5月 徳間書店）「ひとつ蘭」
- 意地悪な人 ベスト・エッセイ2006（2006年6月 光村図書出版）「美人」
- この星の時間 ベスト・エッセイ2010（2010年6月 光村図書出版）「最後のドンデン返し」

#### 日本エッセイスト・クラブ編
- ネパールのビール '91年版ベスト・エッセイ集（1991年7月 文藝春秋 / 1994年7月 文春文庫）「名古屋」
- 司馬サンの大阪弁 '97年版 ベスト・エッセイ集（1997年7月 文藝春秋 / 2000年9月 文春文庫）「母の手紙」
- 木炭日和 '99年版 ベスト・エッセイ集（1999年7月 文藝春秋 / 2002年7月 文春文庫）「自転車屋さん」

#### スペシャル・ブレンド・ミステリー
- 東野圭吾選 スペシャル・ブレンド・ミステリー 謎001（2006年9月 講談社文庫）「ぼくを見つけて」
- 京極夏彦選 スペシャル・ブレンド・ミステリー 謎004（2009年9月 講談社文庫）「黒髪」
- 伊坂幸太郎選 スペシャル・ブレンド・ミステリー 謎005（2010年9月 講談社文庫）「夜の二乗」
- 辻村深月選 スペシャル・ブレンド・ミステリー 謎008（2013年10月 講談社文庫）「裁かれる女」

#### その他
- いま、危険な愛に目覚めて（1985年7月 集英社文庫）「カイン」
- 金沢ミステリー傑作選（1987年9月 河出文庫）「紙の鳥は青ざめて」
- 瀬戸内ミステリー傑作選（1987年10月 河出文庫）「藤の香」
- 歴史ウォッチング Part 2（1987年11月 ひくまの出版）「推理小説の草分け――小酒井不木」
- 私に母親が教えてくれたこと（1989年7月 大和出版）「母のひとり旅――僕の初めての“孝行話”」
- 夢 恐怖小説コレクションIII（1989年10月 新芸術社）「ひと夏の肌」
- バージンラブ（1989年11月 北栄社）「紅き唇」
- コロンブスの贈り物（1991年2月 ダイヤモンド社）「別れ話」
- 昭和ミステリー大全集〈下巻〉（1991年3月 新潮文庫）「菊の塵」
- 一瞬の人生 「仕掛けと謎」の楽しみ（1991年4月 講談社）「ベイシティに死す」
- 女が35歳で PART 3（1991年9月 マガジンハウス）「黒真珠」
- 都市の迷宮 ミステリーの愉しみ4（1992年6月 立風書房）「変調二人羽織」
- 魔法の水 現代ホラー傑作選 第2集（1993年4月 角川ホラー文庫）「ひと夏の肌」
- 私の父、私の母（1994年10月 中央公論社）「母との十年戦争」
- 夢÷幻視13＝神秘 幻想・怪奇名作選（1994年10月 ペンギンカンパニー）「忘れ草」
- 親鸞の森（1994年10月 春秋社）「作家の得度 愛と死を見つめて」
- 密室殺人事件 ミステリーアンソロジー（1994年12月 角川文庫）「ある東京の扉」
- 作家のかくし味（1995年5月 文春文庫）「ポークカレー」
- 恋愛小説名作館1（1995年5月 講談社）「捨て石」
- 日本ミステリーの一世紀〈下巻〉（1995年7月 廣済堂出版）「六花の印」
- ふるさと文学館 第十五巻（1995年7月 ぎょうせい）「六花の印」
- ふるさと文学館 第三十一巻（1995年9月 ぎょうせい）「黒髪」
- 短編で読む 推理傑作選50〈下〉（1995年11月 光文社）「熱い闇」
- 日本推理作家協会賞受賞作全集31（1996年5月 双葉文庫）「戻り川心中」
- 甦る「幻影城」〈1〉新人賞傑作選（1997年8月 角川書店）「変調二人羽織」
- いつか心の奥へ 小説推理傑作選（1997年9月 双葉社）「カイン」
- 奇妙な恋の物語（1998年3月 光文社文庫）「足音」
- 瀬戸内寂聴と男たち対談集（1998年10月 中央公論社）「愛の夢をみつづける」（対談）
- わかれの船（1998年10月 光文社 / 2001年9月 光文社文庫）「桐の棺」
- 恋物語（1998年12月 朝日新聞社）「白い言葉」「帰り道」「恋の時間」「初恋」
- ミステリー作家90人のマイ・ベストミステリー映画（1998年12月 小学館文庫）「わが愛しのミステリー映画」
- 煌めきの殺意 問題小説傑作選〈2〉ミステリー篇（1999年4月 徳間文庫）「黒髪」
- 文集・母II（1999年5月 家の光協会）「母との十年戦争」
- 金曜の夜は､ラブミステリー（2000年1月 王様文庫）「男女の幾何学」
- 猟奇文学館〈1〉監禁淫楽（2000年11月 ちくま文庫）「選ばれた女」
- 銀座24の物語（2001年8月 文藝春秋 / 2004年12月 文春文庫）「絹婚式」
- 愛と死と ラブミーワールド 第6巻（2001年12月 リブリオ出版）「夕萩心中」
  - 【改題】愛と死と 恋愛小説・名作集成 第6巻（2004年2月 リブリオ出版）
- 京都愛憎の旅 京都ミステリー傑作選（2002年5月 徳間文庫）「忘れ草」
- 贈る物語 Mystery（2002年11月 光文社）「過去からの声」
  - 【改題】贈る物語 Mystery 九つの謎宮（2006年10月 光文社文庫）
- 手紙の文章教室（2003年1月 朝日新聞社）「いかに書くかより、いかに書かないか」
- 短歌殺人事件 31音律のラビリンス（2003年4月 光文社文庫）「戻り川心中」
- 大江戸犯科帖 時代推理小説名作選（2003年10月 双葉文庫）「菊の塵」
- 七つの危険な真実（2004年1月 新潮文庫）「過去からの声」
- 吉川英治文学新人賞篇 文学賞受賞・名作集成 第9巻（2004年4月 リブリオ出版）「宵待草夜情」
- 愛憎発殺人事件 鉄道ミステリー名作館（2004年6月 徳間文庫）「ゴースト・トレイン」
- ワルツ（2004年7月 祥伝社文庫）「日曜日」
- 発見（2004年8月 幻冬舎文庫）「ゆうれいの下駄」
- ときめき 恋愛ミステリー館〈1〉（2004年12月 廣済堂文庫）「戻り川心中」
- 恋は罪つくり 恋愛ミステリー傑作選（2005年7月 光文社文庫）「花虐の賦」
- 綾辻行人と有栖川有栖のミステリ・ジョッキー2（2009年11月 講談社）「親愛なるエス君へ」
- 鉄ミス俱楽部 東海道新幹線50（2014年9月 光文社文庫）「消えた新幹線」
- 『このミス』が選ぶ! オールタイム・ベスト短編ミステリー 赤（2015年4月 宝島社文庫）「戻り川心中」「桔梗の宿」
- 短編伝説 めぐりあい（2017年8月 集英社文庫）「ピエロ」
- 傑作ミステリーアンソロジー 京都迷宮小路（2018年11月 朝日文庫）「忘れ草」
- 絶望書店：夢をあきらめた９人が出会った物語（2019年1月 河出書房新社）「紅き唇」
- 医療ミステリーアンソロジー ドクターＭ ポイズン（2021年11月 朝日文庫）「夜光の唇」

### 漫画化
作画：花村えい子
- 白蓮の寺（1990年1月 双葉社 / 2001年5月 双葉文庫）
  - 【改題】白蓮の寺 連城三紀彦ミステリー（2008年6月 双葉社）
    - 収録作品：白蓮の寺 / 能師の妻 / 花緋文字
- 戻り川心中（2003年9月 白泉社）
  - 収録作品：戻り川心中 / 宵待草夜情

### 脚本化
脚本：岡田恵和
- 恋文 〜私たちが愛した男〜 シナリオ集（2003年12月 双葉社）

## 映像化作品

### テレビドラマ
テレビ朝日系
- 土曜ワイド劇場
  - 戻り川心中（1982年7月3日、主演：田村正和）
  - 白い肌に妖しき黒髪（1984年4月21日、主演：小柳ルミ子）
  - 盗まれた情事（1995年7月1日、主演：三浦友和）

- 土曜ナイトドラマ
  - あなたには渡さない（2018年11月10日 - 、主演：木村佳乃、原作：隠れ菊）

日本テレビ系
- 火曜サスペンス劇場
  - 隠された誘拐（1984年9月11日、主演：渡瀬恒彦）
  - 夜の事情（1994年1月25日、主演：佐野史郎、原作：夜の二乗『美女』所収）

- 木曜ゴールデンドラマ（よみうりテレビ制作）
  - 恋文（1984年9月13日、主演：泉ピン子）
  - 紅い唇（1986年1月30日、主演：永島敏行）
  - 悪霊の証明（1986年8月14日、主演：岡江久美子）
  - 手枕さげて（1987年6月4日、主演：大竹しのぶ） - ギャラクシー賞奨励賞受賞作

TBS系
- 東芝日曜劇場
  - 改札口（1984年12月2日、主演：泉ピン子）
  - 形見わけ（1985年5月19日、主演：岸本加世子）
  - 私のピエロ（1985年6月23日、主演：小川知子、原作：ピエロ『恋文』所収）
  - 離婚届（1986年1月12日、主演：杉村春子）
  - かたすみの椅子（1986年7月13日、主演：杉浦直樹）
  - 戻って来ていい?（1986年10月19日、主演：いしだあゆみ、原作：敷居ぎわ『日曜日と九つの短篇』所収）
  - ふたり（1988年3月6日、主演：長山藍子）
  - 空き部屋（1988年7月3日、主演：大原麗子）
  - 微笑みの秋（1988年9月25日、主演：いしだあゆみ）
  - 交差点（1989年8月20日、主演：竹下景子）
  - 手枕さげて（1989年9月10日、主演：泉ピン子）
  - 弓代と規子（1990年5月20日、主演：大原麗子、原作：落葉樹『新・恋愛小説館』所収）

- 水曜ドラマスペシャル
  - 紙の灰皿（1986年3月5日、主演：手塚理美）

- 過去を追う女（1994年3月26日、主演：南野陽子、原作：褐色の祭り）
- 金曜ドラマ
  - 誘惑（1990年4月13日-6月29日、全12話、主演：篠ひろ子、原作：飾り火）

- 恋文 〜私たちが愛した男〜（2003年10月8日-12月10日、全10話、主演：渡部篤郎、原作：恋文）

フジテレビ系
- 金曜女のドラマスペシャル
  - 二重生活（1985年5月24日、主演：岸田今日子）
  - 母の手紙（1985年7月19日、主演：市原悦子）
  - 未完の盛装（1985年8月16日、主演：浜木綿子）
  - 青き犠牲（1986年8月15日、主演：岩下志麻）

- 現代恐怖サスペンス
  - 選ばれた女（1988年7月4日、主演：秋野暢子）

- 関西テレビ制作・月曜夜10時枠の連続ドラマ（関西テレビ制作）
  - 白い花（1989年1月16日、主演：松原千明）
  - 雪の宿（1989年12月4日、主演：奥田瑛二、原作：会津の雪『萩の雨』所収）
  - 紅の舌（1990年2月19日、主演：佐藤浩市）
  - 二重生活（1991年1月7日、主演：大原麗子）
  - たそがれ色の微笑（1991年2月25日、主演：岩下志麻）
  - 映子の選択（1992年3月16日、主演：南果歩）
  - 踊りのあとで（1992年4月27日、主演：桃井かおり）
  - 露ばかりの（1992年7月20日、主演：永島暎子）
  - ピエロ（1993年1月11日、主演：春風亭小朝）
  - ふたり（1993年1月18日、主演：市原悦子）
  - 夢の余白（1993年10月18日、主演：池上季実子）
  - 夜の肌（1993年12月20日、主演：永島暎子）
  - 黒い月（1994年3月14日、主演：石野真子）

- 私の叔父さん（1995年10月6日、主演：奥田瑛二）
- ゆずれない夜（1996年10月15日-12月17日、全10話、主演：賀来千香子、原作：隠れ菊）
- クリスマスの花束（2002年12月24日、「彼女たちのクリスマス イブの夜に贈る4人の女性の物語」の一編として放送、主演：黒木瞳）
- 金曜プレミアム
  - 私という名の変奏曲（2015年10月2日、主演：天海祐希）

NHK総合
- 棚の隅（1986年11月12日、「愛の短編ドラマシリーズ」で放送、主演：森本レオ）
- 黒髪（1994年4月29日、「ハイビジョンドラマ」枠で放送、主演：島田陽子）
- ドラマ新銀河
  - 新・恋愛小説館（1995年12月18日-12月21日、全4話、主演：真野響子）

テレビ東京系
- 月曜・女のサスペンス
  - 黒髪・大島紬殺人事件（1988年8月8日、主演：沢田亜矢子）

WOWOW
- ドラマW
  - 人間動物園（2009年7月19日、主演：松本幸四郎）

- 連続ドラマW
  - 造花の蜜（2011年11月27日-12月18日、全4話、主演：檀れい）

NHK BSプレミアム
- プレミアムドラマ
  - 隠れ菊（2016年9月4日 - 10月23日、全8話、主演：観月ありさ）

### 映画
- もどり川（1983年6月18日公開、配給：東宝東和、監督：神代辰巳、主演：萩原健一、原作：戻り川心中）
- 恋文（1985年10月5日公開、配給：松竹富士、監督：神代辰巳、主演：萩原健一）
- 離婚しない女（1986年10月25日公開、配給：松竹富士、監督：神代辰巳、主演：萩原健一）
- うつつ（2001年6月1日公開、配給：日活、監督：当摩寿史、主演：佐藤浩市、原作：夜の右側『美女』所収）
- 少女〜an adolescent（2001年9月29日公開、配給：プログレッシブ・ピクチャーズ、監督・主演：奥田瑛二）
- 棚の隅（2007年3月17日公開、配給：[リトルバード、監督：門井肇、主演：大杉漣）
- 私の叔父さん（2012年4月7日公開、配給：マジカル、監督：細野辰興、主演：高橋克典）